# Àngel Fàbrega i Grau
Àngel Fàbrega i Grau (Vilassar de Dalt, Maresme, 1 de març de 1921 - 2 de gener de 2017) va ser un religiós, historiador, bibliotecari, arxiver i canonge de la Catedral de Barcelona, i professor, especialista en història de l'Església, litúrgia i hagiografia crítica.

## Trajectòria
Ordenat sacerdot el 18 de març de 1945 a la parròquia de Sant Fèlix de Sabadell. Va estudiar Història eclesiàstica a la Universitat Gregoriana. Des del 1946 fins al 1948 va seguir els cursos de Paleografia i Diplomàtica i Arxivística, doctorant-se en Història Eclesiàstica el 1950, amb la tesi El pasionario hispánico. El 1947 es va diplomar per l'Arxiu Vaticà. Va exercir com a director de la Biblioteca Pública Episcopal del Seminari de Barcelona i de la Facultat de Teologia de Barcelona entre els anys 1964 i 1969. Des de 1962 va ser director de Cultura Religiosa i Editorial Balmes, i rector de Casa Sacerdotal des de 1966. El 1965 es va convertir en canonge, amb l'ofici d'arxiver, de la Catedral de Barcelona, dedicant-se a reordenar tota la documentació capitular. També va exercir com a professor d'Història i Patrologia al Seminari de Barcelona. El 1971 es converteix en cap del Departament d'Història Eclesiàstica del CSIC de Barcelona, és també director del Patronat de la Fundació Cultura Religiosa i de l'Obra Pia Foment de Pietat. Intervingué en l'establiment dels texts litúrgics catalans postconciliars. Fabriquer de la seu (1967-90), emprengué la tasca de la restauració del temple catedralici. Fou responsable del Secretariat d'arxivers eclesiàstics de Catalunya (1975). Més enllà de l'activitat desenvolupada durant la seva dilatada carrera eclesiàstica, també va mantenir un contacte freqüent amb Vilassar de Dalt, la seva vila natal i lloc de residència de la seva família. Així, va ser membre del patronat del Museu Municipal de Vilassar de Dalt i participà activament en els actes commemoratius de les principals efemèrides locals i en diversos actes religiosos.
Àngel Fàbrega ha destacat en la publicació de nombrosos treballs, especialment relacionats amb l'àmbit de la investigació històric-eclesiàstica i també en la seva tasca per conservar i difondre el llegat de mossèn Eudald Serra (1982-1967) i del pare Ignasi Casanovas i Camprubí (1972-1936), fundadors respectivament del Foment de Pietat Catalana (1909) i de la Biblioteca Balmes (1923), que van vertebrar institucionalment el que es coneix avui com "Balmesiana". També va publicar l'any 1965 l'Inventario de manuscritos de la Biblioteca Arzobispal del Seminario Conciliar de Barcelona, en el que representa el primer intent de sistematitzar i ordenar l'important fons de manuscrits de la Biblioteca Pública Episcopal.

## Reconeixements[6]
El 1978 fou nomenat acadèmic de la "Reial Acadèmia Catalana de Belles Arts de Sant Jordi".
El 1987 esdevé acadèmic de la "Real Academia de Bellas Artes de San Fernando".
El 1980 es converteix en membre de la "Hispanic Society of America".
El 2005 el ple de l'Ajuntament de Vilassar de Dalt li atorga per unanimitat la medalla d´or de la Vila, en reconeixement de la seva aportació a les ciències històrico-eclesiàstiques.

## Publicacions[2][3]
- Pasionario hispánico, siglos VII-XI (1953)
- Santuarios marianos de Barcelona: historia, leyenda, folklore (1954)
- Santa Eulalia de Barcelona: revisión de un problema histórico (1958)
- Guia de la catedral de barcelona (1968).
- La vida quotidiana a la catedral de Barcelona en declinar el Renaixement: any 1580 (1977)